# Centris festiva
Centris festiva är en biart som beskrevs av Smith 1854. Centris festiva ingår i släktet Centris och familjen långtungebin. Inga underarter finns listade.